# Västra Skedvi socken
Västra Skedvi socken i Västmanland ingick i Åkerbo härad, ingår sedan 1971 i Köpings kommun och motsvarar från 2016 Västra Skedvi distrikt.
Socknens areal är 168,18 kvadratkilometer, varav 147,47 land. År 2000 fanns här 699 invånare. Kyrkbyn Västra Skedvi med sockenkyrkan Västra Skedvi kyrka ligger i socknen. 

## Administrativ historik
Västra Skedvi socken har medeltida ursprung.
Ett område i norr har vid något tillfälle efter 1934 överförts från Västra Skedvi till Heds socken. Tidigare nådde socknen nämligen i norr fram till Hedströmmen i höjd med Karmansbo och Västanhed och sträckte sig sålunda norr om Bro socken. Byn Alvestaboda samt sjön Dammsjön och omgivande marker hörde då till Västra Skedvi.[källa behövs]
Vid kommunreformen 1862 övergick socknens ansvar för de kyrkliga frågorna till Västra Skedvi församling och för de borgerliga frågorna till Västra Skedvi landskommun. Landskommunens inkorporerades 1952 i Medåkers landskommun som upplöstes 1971 då detta område uppgick i Köpings kommun. Församlingen uppgick 2010 i Malma församling.
1 januari 2016 inrättades distriktet Västra Skedvi, med samma omfattning som församlingen hade 1999/2000.
Socknen har tillhört fögderier, tingslag och domsagor enligt vad som beskrivs i artikeln Åkerbo härad. De indelta soldaterna tillhörde Västmanlands regemente, Livregementets grenadjärkår, Kungsörs kompani och Livregementets husarkår.

## Geografi
Västra Skedvi socken ligger nordväst om Köping kring Skedvisjön och Skedviån. Socknen är en sjö- och myrrik kuperad skogsbygd med odlingsbygd utmed vattendragen och sjöarna med höjder som i nordväst når 123 meter över havet.
I socknen finns byarna Näverkärret Svansboda, Billingbo och Ire samt egendomen Västlandaholm.

## Fornlämningar
Boplatser från stenåldern är funna liksom spridda högar och tre mindre gravfält från järnåldern. Det finns även en fornborg med namnet Jättekyrkan vid Skedvisjöns norra ände

## Namnet
Namnet (1338 Skædhwi) innehåller oklart förled och efterleden vi 'helig plats'.
Västra tillkom 8 mars 1889, men hade använts även innan dess.

## Befolkningsutveckling
| Befolkningsutvecklingen i Västra Skedvi socken 1750–1990                                                | Befolkningsutvecklingen i Västra Skedvi socken 1750–1990 | Befolkningsutvecklingen i Västra Skedvi socken 1750–1990 | Befolkningsutvecklingen i Västra Skedvi socken 1750–1990 | Befolkningsutvecklingen i Västra Skedvi socken 1750–1990 |
| --- | -------------------------------------------------------- | -------------------------------------------------------- | -------------------------------------------------------- | -------------------------------------------------------- |
| |                                                          |                                                          |                                                          |                                                          |
| År |                                                          |                                                          | Folkmängd                                                |                                                          |
| 1750 | 1750                                                     |                                                          | 707                                                      |                                                          |
| 1760 | 1760                                                     |                                                          | 676                                                      |                                                          |
| 1769 | 1769                                                     |                                                          | 712                                                      |                                                          |
| 1780 | 1780                                                     |                                                          | 729                                                      |                                                          |
| 1790 | 1790                                                     |                                                          | 686                                                      |                                                          |
| 1800 | 1800                                                     |                                                          | 734                                                      |                                                          |
| 1810 | 1810                                                     |                                                          | 711                                                      |                                                          |
| 1820 | 1820                                                     |                                                          | 741                                                      |                                                          |
| 1830 | 1830                                                     |                                                          | 832                                                      |                                                          |
| 1840 | 1840                                                     |                                                          | 878                                                      |                                                          |
| 1850 | 1850                                                     |                                                          | 1 011                                                    |                                                          |
| 1860 | 1860                                                     |                                                          | 1 023                                                    |                                                          |
| 1870 | 1870                                                     |                                                          | 1 158                                                    |                                                          |
| 1880 | 1880                                                     |                                                          | 1 430                                                    |                                                          |
| 1890 | 1890                                                     |                                                          | 1 363                                                    |                                                          |
| 1900 | 1900                                                     |                                                          | 1 337                                                    |                                                          |
| 1910 | 1910                                                     |                                                          | 1 277                                                    |                                                          |
| 1920 | 1920                                                     |                                                          | 1 293                                                    |                                                          |
| 1930 | 1930                                                     |                                                          | 1 063                                                    |                                                          |
| 1940 | 1940                                                     |                                                          | 922                                                      |                                                          |
| 1950 | 1950                                                     |                                                          | 788                                                      |                                                          |
| 1960 | 1960                                                     |                                                          | 574                                                      |                                                          |
| 1970 | 1970                                                     |                                                          | 397                                                      |                                                          |
| 1980 | 1980                                                     |                                                          | 369                                                      |                                                          |
| 1990 | 1990                                                     |                                                          | 351                                                      |                                                          |
| Anm: Källor: Umeå universitet - Tabellverket 1749-1859, Demografiska databasen, CEDAR, Umeå universitet |                                                          |                                                          |                                                          |                                                          |